# Спомен-плоча палим родољубима у Грчцу
Спомен-плоча палим родољубима у Грчцу откривен је 1954. године на згради Месне заједнице, у склопу јулских свечаности слободе, у част палим Грчанима у балканским, Првом и Другом светском рату. У ратним сукобима у периоду 1918—1918. године живот је изгубило 54 житеља овог села. У Народноослободилачкој борби од 1941—1945. године, страдало је 18 особа.